# Формальдегід
Формальдегід (метаналь, мурашиний альдегід) (від лат. formica — мурашка) — хімічна речовина з формулою H2CO, найпростіший із альдегідів, перший член гомологічного ряду аліфатичних альдегідів. Чистий мономерний формальдегід при звичайних умовах є безбарвним газом із характерним різким запахом. Досить добре розчинний у протонних розчинниках (вода, спирти).
Сполука здатна утворюватися в природних умовах, зокрема при фотохімічному окисненні метану або метанолу, при атмосферному тиску і за відсутності каталізаторів.
Мономерний формальдегід має високу реакційну здатність. Його молекули легко реагують навіть одна з одною з утворенням великої кількості лінійних і циклічних полімерів (олігомерів).
Формальдегід широко застосовується у промисловості, зокрема для виробництва полімерних матеріалів, багатоатомних спиртів, ізопрену та інших продуктів. У медицині використовується як дезінфікуючий, консервуючий та дубильний засіб для анатомічних препаратів, а також для виробництва (уротропіну).
Формальдегід — це подразнюючий газ, що викликає дегенеративні процеси в паренхіматозних органах, сенсибілізує шкіру. При підвищеному вмісті цієї сполуки у повітрі виникає характерний їдкий запах, розвивається подразнення слизових очей, носа та дихальних шляхів. При роботі з ним для індивідуального захисту слід застосовувати фільтрувальний промисловий протигаз марки А та герметичні захисні окуляри.

## Роль у виникненні життя
Питання про місце формальдегіду у розвитку рослинного світу давно привертає увагу вчених. Легко помітити, що поряд з метаном, метанолом, синильною і мурашиною кислотами формальдегід належить до найпростіших органічних сполук. Різними дослідниками доведена можливість утворення формальдегіду в умовах, близьких до природних. Так, зареєстроване утворення формальдегіду при фотохімічному окисненні метану або метанолу, при атмосферному тиску і за відсутності каталізаторів. Термодинамічно можливе отримання формальдегіду гідрогенізацією оксиду і діоксиду вуглецю. Добре відомо, що гідрогенізація легко відбувається за наявності металів, поширених в земній корі — хрому, міді та інших.
Величезним стрибком від первинної матерії до сполук, що утворюються рослинним шляхом, є, зокрема, реакції утворення багатоатомних альдегідоспиртів і цукрів. Ці реакції також можуть відбуватися під впливом ультрафіолетового випромінювання або при помірному нагріванні.
На думку багатьох фахівців, перехід діоксид вуглецю → формальдегід → цукри може реалізуватися у природних умовах як на Землі, так і в космосі. Формальдегід легко вступає у взаємодію з іншими елементарними сполуками — аміаком, воднем, синильною кислотою, оксидом вуглецю. Всі ці речовини вже давно виявлені в космічному просторі засобами астрофізики, причому існують далекоглядні гіпотези про можливі маршрути утворення на їх основі біологічно активних речовин.

## Фізичні властивості
Незважаючи на просту будову і хімічний склад молекул формальдегіду модифікації цієї сполуки, що зустрічаються на практиці, відрізняються великим різноманіттям. Це пов'язано насамперед з високою реакційною здатністю мономерного формальдегіду, молекули якого легко реагують одна з одною з утворенням великої кількості лінійних і циклічних полімерів (олігомерів). Всі ці модифікації мають одну і ту ж брутто-формулу (CH2O)n і відрізняються тільки значенням n. Наприклад, при розчиненні формальдегіду у воді у невеликих кількостях утворюються триоксан і тетраоксан, при спонтанній полімеризації газоподібного або рідкого полімерного формальдегіду утворюється твердий, але механічно неміцний поліоксиметилен, при охолодженні водних розчинів формальдегіду виділяється параформ у вигляді безбарвного або білуватого осаду.
Чистий мономерний формальдегід при звичайних умовах є безбарвним газом із характерним різким запахом. Саме наявності невеликих кількостей мономеру зобов'язані своїм запахом розчини формальдегіду, наприклад формалін, і навіть численні полімерні модифікації, зокрема, параформ.
При контакті з холодною поверхнею або в присутності слідів вологи газоподібний формальдегід утворює твердий білий полімер, однак при низьких парціальних тисках мономерного формальдегіду суміші останнього з іншими речовинами, зокрема з водою і спиртами, в паровій фазі цілком стабільні (гомогенні) в широкому діапазоні тисків і температур.
Формальдегід досить добре розчинний у протонних розчинниках (вода, спирти). Це пов'язано з протіканням в них реакції полімеризації і сольватації.
При високій температурі суміші газоподібного формальдегіду з повітрям або киснем здатні самозайматися. Температура самозаймання в сумішах з повітрям становить 430 °С. У певних умовах горіння переходить у детонацію, причому обидва явища виникають після деякого періоду.
За відсутності кисню формальдегід стійкий при температурі до 350-400 °С. При більш високих температурах відбувається інтенсивний крекінг. Розпад формальдегіду різко прискорюється під впливом фотохімічного ефекту. Так, ультрафіолетове випромінювання викликає розпад вже при 100-300 °С:
{\displaystyle \mathrm {CH_{2}O{\xrightarrow {h\nu }}H\bullet +HCO\bullet } }
{\displaystyle \mathrm {H\bullet +HCO\bullet \longrightarrow H_{2}+CO} }
{\displaystyle \mathrm {HCO\bullet \longrightarrow H\bullet +CO} }
{\displaystyle \mathrm {HCO\bullet +CH_{2}O\longrightarrow H_{2}+CO+HCO\bullet } }
{\displaystyle \mathrm {2HCO\bullet \longrightarrow CO+H_{2}} }
При швидкому і глибокому охолодженні чистий газоподібний формальдегід перетворюється в рідину. При атмосферному тиску точка кипіння складає -19,2 °С.
Рідкий формальдегід ще менш стійкий, ніж газоподібний, і досить швидко полімеризується, хоча при -(40-60) °С може зберігатися прозорим кілька діб. При найменшому нагріванні або при попаданні вологи, відбувається дуже швидка полімеризація. Рідкий формальдегід добре змішується з більшістю розчинників, наприклад з толуеном, діетиловим ефіром, хлороформом, етилацетатом і етаналем, причому з останнім утворюються суміші, близькі до ідеальних. При -118 °С рідкий формальдегід твердне. Властивості твердого мономерного формальдегіду вивчені мало, проте добре відомо, що цей продукт оборотно може бути знову перетворений на рідину а, отже, принципово відрізняється від полімеру.

## Одержання

### Окисна конверсія метанолу
Окисна конверсія метанолу в присутності розпеченої міді (сітка, спіралі, трубки) належить до найстаріших хімічних процесів. Як сировину довго застосовували метанол лісохімічного походження. У 20-х роках XX століття багатьма дослідниками було показано, що срібло та його сплави є ефективнішими каталізаторами ніж мідь. Надалі срібні каталізатори повністю витіснили мідні. Окисна конверсія метанолу на сріблі проводиться при співвідношенні метанол:повітря вище верхньої межі вибухової концентрації, тобто при великому надлишку метанолу відносно кисню. Утворення формальдегіду відбувається у результаті проходження паралельних реакцій простої і окисної дегідрогенізації метанолу:
{\displaystyle \mathrm {CH_{3}OH\longrightarrow CH_{2}O+H_{2}} }
{\displaystyle \mathrm {CH_{3}OH+0,5O_{2}\longrightarrow CH_{2}O+H_{2}O} }
У випадку використання як каталізатора срібла на носії метанол, що містить 20-25 % води, випаровують в струмені повітря. Пароповітряну суміш перегрівають до 110 °С і подають у верхню частину реактора. При пуску системи шар каталізатора в реакторі розігрівається до 250-300 °С за допомогою спеціальних електропідігрівачів, а після «запалювання» шару температура каталізатора підтримується на заданому рівні за рахунок тепла реакції. Пройшовши з високою швидкістю через шар каталізатора, реакційна суміш охолоджується, а газоподібні продукти реакції надходять в абсорбер, де з них добувають формальдегід і непрореагований метанол.
Технологічна схема установок, де як каталізатор застосовується металічне срібло, практично ідентична.

### Одержання на оксидних каталізаторах
Як каталізатор в процесі найчастіше використовують суміш оксидів заліза (III) і молібдену (VI) з атомним співвідношенням молібдену до заліза від 1,7 до 2,5. Готують каталізатор співосадженням підходящої солі заліза(III), наприклад хлориду або нітрату, з молібдатом амонію. При нагріванні і прогартовуванні вихідна суміш перетворюється на твердий розчин оксиду молібдену(VI) у молібдаті заліза. Атоми молібдену знаходяться всередині оксигенних тетраедрів і октаедрів.
Окиснення метанолу на оксидних каталізаторах відбувається за окисно-відновним механізмом:
{\displaystyle \mathrm {CH_{3}OH+2MoO_{3}\longrightarrow CH_{2}O+H_{2}O+Mo_{2}O_{5}} }
{\displaystyle \mathrm {Mo_{2}O_{5}+0,5O_{2}\longrightarrow 2MoO_{3}} }
Деякі вчені вважають, що в окисно-відновному процесі беруть участь також іони заліза.

### Окиснення природного газу і нижчих алканів
З точки зору доступності і дешевизни сировини, а також простоти технології, отримання формальдегіду прямим окисненням природного газу, що складається, в основному, з метану, киснем повітря заслуговує уваги, оскільки синтез через метанол здійснюється через більшу кількістю етапів. Однак на практиці одержання формальдегіду окисненням метану супроводжується цілою низкою труднощів, найважливіші з яких пов'язані з недостатньою стійкістю формальдегіду в умовах реакції. Відомо, що некаталізоване (неініційоване) окиснення метану з помітною швидкістю відбувається при температурі вище 600 °С (під вакуумом вище 540 °С). Водночас термічний розклад формальдегіду спостерігається вже при 400 °С. Крім того, утворений формальдегід у присутності кисню легко піддається подальшому окисненню. Через ці причини на практиці окиснення метану, навіть у присутності ініціаторів проводять при малих значеннях конверсії, причому і в цих умовах селективність утворення формальдегіду невисока.
Окиснення вуглеводнів С2—С4 у порівнянні з окисненням метану має багато спільного хоча і характеризується деякими специфічними особливостями. Як і у випадку метану, процес проводять в області вище верхньої межі вибухових концентрацій вуглеводнів.
При окисненні вуглеводнів С3—С5 в рідкій фазі одержуються переважно карбонові кислоти, а формальдегід практично не утворюється.

## Хімічні властивості

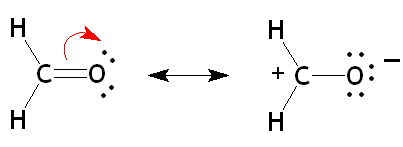
Особливості будови молекули формальдегіду

Функції і активність формальдегіду в хімічних перетвореннях випливають із будови його молекули. Якщо поглянути на її структуру то можна відзначити такі особливості:
- наявність вуглець—оксигенового σ-π-зв'язку. Молекула формальдегіду є ніби окремо існуючою карбонільною групою, вільні валентності у С-атома якої заради стабільності витрачені на зв'язок з двома атомами водню. Хімічні властивості формальдегіду в основному визначаються специфікою цієї групи;
- висока поляризованість, навіть в ізольованому стані, пов'язана з відсутністю замісників, що сприяють делокалізації зарядів;
- простота будови і компактність молекули. Багато перетворень, характерних для складних органічних сполук, для формальдегіду нетипові. Однак для нього практично не існує просторових перешкод.

### Перетворення у водних і спиртових розчинах
Відомо, що в протонних полярних розчинниках (вода, спирти) формальдегід знаходиться в хімічно зв'язаному стані, причому в результаті взаємодії з розчинником утворюється велика родина асоціатів, що знаходяться у рівновазі один з одним.
Розчиняючись у воді, мономерний формальдегід гідратується з утворенням метиленгліколю.
{\displaystyle \mathrm {CH_{2}O+H_{2}O\leftrightarrows CH_{2}(OH)_{2}+\Delta H} }
Швидкість реакції вельми велика, а її продукт — метиленгліколь нестійкий.
Першим актом взаємодії формальдегіду зі спиртами є утворення аналогічного до метиленгліколю моносольвату — геміформалю відповідного спирту.
{\displaystyle \mathrm {CH_{2}O+ROH\leftrightarrows CH_{2}(OR)OH} }
Геміформаль може реагувати далі в двох напрямках, приєднуючи або ще одну молекулу формальдегіду, або спирту.

### Реакція Канніццаро
До числа найцікавіших інтраперетворень формальдегіду належить реакція диспропорціонування з утворенням метанолу та мурашиної кислоти
{\displaystyle \mathrm {2CH_{2}O+H_{2}O\longrightarrow HCOOH+CH_{3}OH} }
або
{\displaystyle \mathrm {2CH_{2}(OH)_{2}\longrightarrow HCOOH+CH_{3}OH+H_{2}O} }
Уперше диспропорціонування альдегідів у присутності їдких лугів вивчав Канніццаро в 1853 році. Пізніше було виявлено, що дана реакція відбувається також під впливом кислот, солей і оксидів, а також взагалі без каталізаторів. Є спостереження, що реакція прискорюється також під дією іонізуючого або світлового випромінювання.
З практичної точки зору велике значення має так звана перехресна реакція Канніццаро, тобто взаємодія формальдегіду з молекулою іншого альдегіду (або кетону). Останній у цьому випадку ніби гідрується (відновлюється) до відповідного спирту, а формальдегід перетворюється на мурашину кислоту. На практиці (при отриманні багатоатомних спиртів) перехресна реакція проводиться в лужному середовищі, так що її продуктами є спирт і форміат лужного металу, наприклад:
{\displaystyle \mathrm {HCHO+RCHO+NaOH\longrightarrow RCH_{2}OH+HCOONa} }

### Одержання уротропіну
Формальдегід енергійно реагує з аміаком і деякими його похідними з утворенням гексаметилентетраміну (уротропіну):
{\displaystyle \mathrm {6CH_{2}O+4NH_{3}\longrightarrow C_{6}H_{12}N_{4}+6H_{2}O} }
Реакція відбувається цілком нормально уже при кімнатній температурі, причому реагенти можуть застосовуватися як у вигляді розчинів, так і в пароподібному стані, в лужному або кислому середовищі. На цій реакції оснований прийом ліквідації наслідків розгерметизації апаратури формалінових виробництв (розлив, загазованість і т. д.) обробкою аміаком або аміачною водою.

### Реакція Манніха
Реакція Манніха — це тримолекулярна взаємодія формальдегіду одночасно з основним і кислим реагентами. Як основний зазвичай застосовують диметиламін, рідше — аміак або метиламін, а як кислий — сполуки, що містять активні протони: спирти, кетони, ціановодень, алкени і т. д.

### Реакція Бутлерова
За певних умов молекули формальдегіду здатні взаємодіяти одна з одною з утворенням системи зв'язків -C-C-, тобто з нарощуванням вуглецевого ланцюга. Як правило, це призводить до утворення багатоатомних спиртів, кетонів та альдегідів. Хоча в молекулі формальдегіду відсутній α-вуглецевий атом і звична для багатьох інших альдегідів інтрамолекулярна конденсація в даному випадку неможлива, механізм утворення перерахованих продуктів подібний до альдольної конденсації. Розглянута реакція може відбуватися як каталітичним, так і чисто термічним шляхом.
Вперше утворення цукроподібних продуктів спостерігав Бутлеров, додаючи до киплячого водного розчину формальдегіду барієвий або кальцієвий луг. Після випаровування води у вакуумі і екстрагування залишку спиртом, він отримав сиропоподібну рідину, яку назвали метилінітом (за аналогією з маннітом}}).
{\displaystyle \mathrm {2CH_{2}O{\xrightarrow {OH^{-}}}HOCH_{2}CHO} }
Ця реакція є досить повільною. Проте вона продовжується аж до утворення 1,1-диметилол-1,3-гідрокси-2-пропанону.
Каталітичною дією в реакції Бутлерова володіють і гідроксиди деяких нелужних металів. Так, при нагріванні розчину формальдегіду з оксидом свинцю можна отримати формозу (суміш синтетичних цукрів) з виходом 70 %. Аналогічний ефект здійснює додавання дрібно меленого олова, свинцю і цинку.

### Одержання циклічних формалей
При взаємодії формальдегіду з гліколями і багатоатомними спиртами утворюються циклічні формалі. Ці речовини, як правило, є добрими розчинниками. Однак найбільший інтерес циклічні формалі представляють як кополімерні добавки до поліформальдегіду, у зв'язку з чим ці речовини виробляють у промислових масштабах.
Діоксолан (глікольформаль) утворюються при дії формальдегіду на етиленгліколь при нагріванні в кислому середовищі:
Вихідний формальдегід можна застосовувати як у вигляді водного розчину, так і у вигляді параформу. Як каталізатори рекомендується застосовувати кислоти Льюїса (наприклад, ZnCl2, FeCl3).

### Окиснення
У газоподібному стані при підвищеній температурі формальдегід легко окиснюється чистим киснем або повітрям.
У водному розчині при температурі до 100 °С швидкість взаємодії формальдегіду з киснем надзвичайно мала. Однак у присутності деяких металів, наприклад губчастої платини, формальдегід вже при кімнатній температурі швидко перетворюється на діоксид вуглецю.
Напрямок реакції окиснення формальдегіду в розчині змінюється при застосуванні таких окислювальних агентів, як озон, пероксид водню, йод і т. д. Дією озону в м'яких умовах формальдегід можна перетворити на мурашину кислоту. Взаємодія формальдегіду з пероксидом водню прискорюються в присутності лугів і кислот. У лужному середовищі формальдегід гладко реагує з пероксидом водню з утворенням форміату натрію і водню:
{\displaystyle \mathrm {2CH_{2}O+H_{2}O_{2}+2NaOH\longrightarrow 2HCOONa+2H_{2}O+H_{2}} }
У лужному середовищі відновдює також оксиди і гідроксиди срібла, золота, міді, ртуті, бісмуту і нікелю до металів, наприклад:
{\displaystyle \mathrm {Ag_{2}O+CH_{2}O\longrightarrow 2Ag+HCOOH} }

### Реакція Блана
При дії формальдегіду і галогеноводню на ароматичні вуглеводні останні вступають в реакцію галогенометилювання:
{\displaystyle \mathrm {C_{6}H_{6}+CH_{2}O+HHal\longrightarrow C_{6}H_{5}-CH_{2}Hal+H_{2}O} }
Це перетворення, що отримало назву реакції Блана, є зручним методом одержання сполук, в яких атом галогену знаходиться не в ароматичному ядрі, а в бічному ланцюзі. Реакція Блана відбувається при помірному нагріванні, причому формальдегід може знаходитися як у водному розчині, так і у вигляді параформу. Як каталізатор застосовують мінеральні та кислоти Льюїса, зокрема хлорид цинку.

## Методи визначення

### Якісне визначення

#### Реакція з хромотроповою кислотою (метод Егріва)
При нагріванні розведеного водного розчину формальдегіду з хромотроповою кислотою (1,8-дигідроксинафталін-3,6-дисульфокислотою) за наявності міцної сірчаної кислоти розчин набуває фіолетового забарвлення, за інтенсивністю якою судять про кількість формальдегіду.

#### Метод Деніже
В основі методу лежить кольорова реакція між формальдегідом і фуксинбісульфітним реактивом Шиффа. У наступний період в рецептуру приготування реактиву були внесені зміни, у зв'язку з чим він отримав назву «модифікованого реагенту Шиффа».

#### Полярографічний метод
Це один із найнадійніших і найточніших способів визначення малих кількостей формальдегіду у водних і водно-органічних середовищах. Він полягає в тому, що деякі речовини здатні відновлюватися на крапельному ртутному електроді, причому відновлення відбувається при строго індивідуальній напрузі, яка називається потенціалом напівхвилі. У середині 30-х років XX століття було відкрито, що формальдегід полярографічно активний, потенціал його напівхвилі (при використанні каломельного електрода порівняння) дорівнює -1,63 В. За висотою хвилі на полярограмі судять про вміст формальдегіду в розчині. Етаналь і вищі альдегіди відновлюються при більш високих потенціалах, метанол, етанол та інші спирти визначенню не заважають.
Як фон застосовують розчини нейтральних солей KCl або лугів LiOH, KOH, NaOH. Так як луги навіть при помірній температурі викликають хімічні перетворення формальдегіду, рекомендується знімати полярограму відразу ж після змішування проби з фоном.

### Кількісний аналіз

#### Гідроксиламіновий метод
Суть методу — взаємодія формальдегіду з гідрохлоридом гідроксиламіну з утворенням формальдоксиму і вільної соляної кислоти:
{\displaystyle \mathrm {CH_{2}O+NH_{2}OH{\cdot }HCl\longrightarrow CH_{2}=NOH+H_{2}O+HCl} }
Приладно-методичне оформлення аналізу залежить від способу визначення виділеної соляної кислоти або оксиму і пов'язане, в основному, з наявністю тих чи інших домішок, що впливають на похибку. У найпростішій модифікації метод полягає в прямому алкілметричному визначенні соляної кислоти.

#### Сульфітний метод
В основі методу — реакція формальдегіду із сульфітом натрію, в результаті якої утворюється ніби продукт приєднання гідросульфіту натрію до формальдегіду і вільний луг:
{\displaystyle \mathrm {CH_{2}(OH)_{2}+Na_{2}SO_{3}\longrightarrow NaOH+HOCH_{2}SO_{3}Na} }
або
{\displaystyle \mathrm {CH_{2}O+Na_{2}SO_{3}+H_{2}O\longrightarrow NaOH+CH_{2}(OH)SO_{3}Na} }
У тому випадку, якщо вихідний розчин сульфіту має кислу реакцію, титрування ведуть розчином їдкого натру до появи блідо-блакитного забарвлення. Нейтральний розчин сульфіту натрію переливають у колбу з наважкою, перемішують протягом 2 хвилин і титрують розчином соляної кислоти.

#### Йодометричний метод
Це один з найстарших способів кількісного визначення формальдегіду. Найбільш ефективно цей метод застосовується для знаходження невеликих кількостей формальдегіду у водних розчинах, що не містять домішок інших органічних речовин. Остання обставина випливає з самої природи методу, основаного на окисненні формальдегіду солями гіпойодитної кислоти, оскільки окиснюватися в таких умовах може багато інших сполук. Визначення складається із наступних стадій:
- утворення гіпойодиту калію

{\displaystyle \mathrm {6KOH+3I_{2}\longrightarrow 3KI+3KIO+3H_{2}O} }
- окиснення формальдегіду до форміату[ru] в лужному середовищі

{\displaystyle \mathrm {CH_{2}O+KIO+KOH\longrightarrow HCOOK+KI+H_{2}O} }
- перетворення KIO у суміш йодиду і йодату калію

{\displaystyle \mathrm {3KIO\longrightarrow 2KI+KIO_{3}} }
- виділення йоду при підкисленні розчину суміші солей

{\displaystyle \mathrm {KIO_{3}+5KI+6HCl\longrightarrow 3I_{2}+6KCl+3H_{2}O} }
- титрування вільного йоду розчином тіосульфату натрію

{\displaystyle \mathrm {I_{2}+2Na_{2}S_{2}O_{3}\longrightarrow Na_{2}S_{4}O_{6}+2NaI} }

#### Метод застосування перекису водню
Метод оснований на окисненні формальдегіду:
{\displaystyle \mathrm {CH_{2}O+2NaOH+H_{2}O_{2}\longrightarrow 2HCOONa+2H_{2}O+H_{2}} }
При дії пероксиду водню формальдегід перетворюється на мурашину кислоту, яка відразу нейтралізується попередньо доданими надлишком лугу. За кількістю непрореагованого лугу (титрування розчином соляної або сірчаної кислот з індикатором бромтимоловий синій) вираховується вміст формальдегіду у вихідному розчині. Очевидно, що методу притаманний той же недолік, що й попередньому: у присутності пероксиду водню окиснюються сполуки різних класів, а отже, аналізований розчин не повинен містити жодних домішок.

#### Дімедоновий (метоновий) метод
Метод застосовується як для якісного, так і для кількісного визначення формальдегіду. Дімедон (метон, 5,5-діметилдигідрорезорцин, 5,5-диметил-1 ,2-циклогександіон, діметол) є таутомерною сполукою і існує у вигляді суміші трьох форм — енольної, кетонної та змішаної. Дімедон кількісно реагує з формальдегідом в нейтральних, лужних і слабокислих середовищах (вода, етанол) з утворенням метиленбісметону. Останній проявляє себе як одноосновна кислота, розчиняється в лугах і його можна відтитрувати спиртовими розчинами основ.

#### Хроматографія
Застосування хроматографічних методів ускладнюється у випадках, коли речовини характеризуються здатністю до взаємодії з електростатично неоднорідним сорбційним полем твердих носіїв, особливо високою реакційною здатністю і т. д. Всіма цими властивостями, на жаль, відрізняється і формальдегід, і супутні йому речовини — вода, метанол і особливо мурашина кислота. Для усунення методичних труднощів з визначенням формальдегіду останній в деяких випадках переводять в інші сполуки, зручніші для хроматографування. Однак повністю усунути всі перешкоди при проведенні аналізу поки не вдається. Основним недоліком методу залишається недостатня відтворюваність як площ, так і форми піків. Результати аналізу сильніше, ніж для інших сумішей, залежать від розміру проби, співвідношення компонентів, передісторії колонки і т. д. Тому газохроматографічне визначення формальдегіду найчастіше практикується для контролю роботи дослідних установок, склад потоків в яких змінюється порівняно мало.

## Застосування

### Виробництво полімерних матеріалів
Виробництво полімерних і поліконденсаційних продуктів безперечно є найважливішим напрямком використання формальдегіду. При одержанні цих матеріалів формальдегід може застосовуватися або безпосередньо у вигляді мономеру (кополімеру), або як сировина для синтезу полімерного продукту.
Традиційно одним з найбільш масових споживачів формальдегіду є виробництво пластичних мас і смол. Розрізняють такі типи цих матеріалів на основі формальдегіду: фенолоформальдегідні (продукт конденсації з фенолом), амідоформальдегідні (конденсація з карбамідом або меламіном), поліформальдегідні і т. д.
З урахуванням призначення виробу, що випускається, широко практикується введення в рецептуру невеликих добавок різних реагентів, які додають основному продукту ті чи інші експлуатаційні властивості — спиртів, кислот, ефірів, амінів і т. д. Тому справжній механізм утворення багатьох матеріалів вельми складний і не завжди повністю вивчений. Специфічні і різноманітні також технологія і апаратурне оформлення синтезу полімерних смол і пластмас, через що це виробництво, по суті, виділяється в самостійну галузь промисловості.

#### Фенолоформальдегідні смоли
Одержання фенолформальдегідних смол і пластмас на їх основі (фенопластів) належить до найстаріших виробництв такого роду. Перші установки з одержання смол на основі лісохімічного формальдегіду та коксохімічного фенолу були створені на початку 1900-х років. Смоли використовувалися для одержання клеїв і лаків, а також литих виробів. У 20—30-х роках XX століття фенолоформальдегідні смоли і фенопласти отримали виключно широке поширення в найрізноманітніших галузях виробництва більшості розвинених країн — у лакофарбовій, будівельній, електротехнічній та інших. За останні роки асортимент пластичних матеріалів значно розширився.
Фенолоформальдегідні смоли діляться на дві групи: термопластичні (новолачні) і термореактивні (резольні). До першої групи належать смоли, які після термообробки залишаються пластичними і розчинними в полярних розчинниках (спирти, кетони). Смоли другої групи при нагріванні втрачають пластичні властивості і перетворюються на твердий полімер, практично нерозчинний у звичайних розчинниках.

#### Амідоформальдегідні смоли
Для одержання смол і пластмас найбільшого значення набули реакції формальдегіду з карбамідом (сечовиною) і меламіном (триамінотриазином), в результаті яких одержують так звані амідоформальдегідні смоли. Ці смоли в рідкому стані використовуються для просочення будівельних матеріалів, приготування лаків, фарб, клеїв, а у застиглому — для одержання амінопластів, пінопластів і т. ін. Амідоформальдегідні смоли характеризуються порівняно невеликою молекулярною масою і повинні розглядатися як олігомери.

#### Поліформальдегід
Основним елементом пластичних матеріалів на основі формальдегіду є нерозгалужені лінійні поліметиленові (поліацетальні) структури: -CH2OCH2OCH2-.
Молекулярна маса промислових зразків поліформальдегіду в середньому становить 30 000-50 000 (до 100 000). Розрізняють дві основні модифікації поліформальдегіду: гомополімер, що складається в основному з формальдегіду, і кополімер, що містить невелику кількість зв'язків -C-C- (зазвичай не більше 3-5 %), за рахунок кополімеризації з такими мономерами, як оксиран, Діоксолан, похідні альдегіду, ізоціанова кислота і т. д. Обидва типи полімеру є термопластичними матеріалами, що володіють високим ступенем кристалізації. Поліформальдегідні пластмаси характеризуються високою механічною міцністю, стійкістю до повзучості і стирання, хімічною інертністю і низьким водопоглинанням, практичною відсутністю усадки і т. д. Ці властивості роблять поліформальдегід пластмасою конструкційного типу, що витримує динамічні навантаження і успішно замінює багато металів і сплавів. Різні модифікації поліформальдегіду випускаються за кордоном під торговими назвами дельрін, хостаформ С, целконг, поліфайд, дуракон та ін.

#### Триоксан
Триоксан належить до найпростіших олігомерів формальдегіду. Хоча він, будучи циклічним тримером, не володіє властивостями високополімерних матеріалів, його одержання тісно пов'язане з виробництвом поліформальдегіду і зазвичай існує в рамках останнього. Триоксан є вихідною сировиною для одержання поліформальдегіду.

#### Параформ
Параформ — це пухка, аморфна речовина, яка, крім того, недостатньо стабільна. Через ці особливості параформ не має самостійного застосування як полімерний матеріал. Основним його призначенням є використання в різних синтезах, в які з якихось причин небажано вводити великі кількості води.

#### Інші полімерні матеріали
Крім перерахованих найбільших виробництв полімерних матеріалів, є ще кілька важливих і перспективних напрямів використання формальдегіду в даній галузі. До них належить одержання полівінілформалю, що застосовується у виробництві електроізоляційних лаків, клеїв для склеювання металів, монопластів і т. д. Полівінілформалі випускають у вигляді твердих порошків або гранул.
Важливий напрямок використання формальдегіду в полімерній хімії — синтез полісульфідних каучуків. Найбільш поширені з них рідкі полісульфідні каучуки — тіоколи. Особливістю рідких тіоколів є їх здатність до затвердіння при звичайній температурі, в результаті чого утворюються вироби з властивостями вулканізованих гум. Це дозволяє поєднувати процес затвердіння з формуванням готових виробів, проводячи його безпосередньо в розливних посудинах, прес-формах і т. д. Полісульфідні каучуки характеризуються високою стабільністю, стійкістю до окиснювачів і розчинників.

### Виробництво багатоатомних спиртів
Синтез багатоатомних спиртів досить простий і не вимагає застосування особливо дефіцитних реагентів чи матеріалів. У той же час наявність в молекулі четвертинного С-атома надає спиртам високої термостабільності, а також стійкості до випромінювань, дії кислот і лугів і т. д.
Технологія одержання багатоатомних спиртів ґрунтується на конденсації формальдегіду з будь-яким іншим найпростішим аліфатичним альдегідом — оцтовим, пропіоновим, масляним та ін.
{\displaystyle \mathrm {nCH_{2}O+RCH_{2}CHO\longrightarrow RCH_{m}(CH_{2}OH)_{n}CHO} }
Оскільки альдольна конденсація найбільш інтенсивно відбувається в лужному середовищі, як каталізатори на практиці застосовують їдкі луги, аміни, аніоніти і т. д.
Для відновлення спиртоальдегіду до відповідного багатоатомного спирту є два основні шляхи:
- каталітична гідрогенізація воднем

{\displaystyle \mathrm {RC(CH_{2}OH)_{n}CHO+0,5H_{2}\longrightarrow RC(CH_{2}OH)_{n}CH_{2}OH} }
- застосування як відновлювального агента формальдегіду

{\displaystyle \mathrm {RC(CH_{2}OH)_{n}CHO+CH_{2}O+MeOH\longrightarrow RC(CH_{2}OH)_{n}CH_{2}OH+HCOOMe} }
В останньому випадку утворення багатоатомних спиртів може відбуватися безпосередньо в реакційному середовищі синтезу спиртоальдегіду під дією тих же лужних агентів. Однак витрата останніх різко зростає, оскільки в наведеній реакції лужний агент стехіометрично витрачається на зв'язування мурашиної кислоти з утворенням відповідних форміатів.
Взаємодією формальдегіду з ацетиленом або оксидом вуглецю можна одержати відповідно 1,4-бутандіол або етиленгліколь.

#### Пентаеритрит
У порівнянні з іншими багатоатомними спиртами пентаеритрит (пентаеритритол, 2,2-метокси-1 ,3-пропандіол, тетраметилолметан) є найбільш масовим продуктом. Сировиною для його одержання є оцтовий альдегід і технічний формалін. На першому етапі, в результаті приєднання трьох молекул формальдегіду до молекули етаналю утворюється триметилолоцтовий альдегід (пентаеритроза). Далі пентаеритрозу відновлюють формальдегідом із застосуванням каталізатора — гідроксиду кальцію:
{\displaystyle \mathrm {(HOCH_{2})_{3}CCHO+CH_{2}O+0,5Ca(OH)_{2}\longrightarrow C(CH_{2}OH)+0,5Ca(HCOO)_{2}} }

#### Неопентилгліколь
Неопентилгліколь (2,2-диметил-1,3-пропандіол, 2,2-диметилолпропан) застосовується для синтезу поліефірних смол і волокон, поліуретанів і консистентних мастил. Крім формальдегіду, у синтезі неопентилгліколю застосовується ізомасляний альдегід. Останній утворюється у великих масштабах як побічний продукт при виробництві масляного альдегіду гідроформілюванням пропілену.
Вперше виробництво неопентилгліколю було організовано в 1957 році фірмою Eastman Chemical Products в США.
Перший етап синтезу неопентилгліколю — утворення пенталдолю (гідрокситриметилацетальдегіду, 3-гідрокси-2,2-диметилпропіонового альдегіду, оксипівалевого альдегіду). Якщо проводити реакцію при надлишку формальдегіду і лужного агенту, наприклад гідроксиду кальцію, то пенталдоль в цьому ж реакційному середовищі перетворюється на неопентилгліколь.

#### Етріол
У складі 1,1,1-триметилолалканів етріол (триметилолпропан, 2,2-дигідроксиметил-1-бутанол) є найбільш поширеним. Його виробництво базується на масляному альдегіді.
Перші роботи, що стосувалися, синтезу етріолу були проведені в Німеччині на початку 30-х років. Дослідна установка була запущена у 1937 році, ймовірно з метою одержання вибухових речовин типу тринітрогліцерину. Згодом виробництво етріолу було освоєне у багатьох країнах.
Етріол утворюється в результаті приєднання двох молекул формальдегіду до α-вуглецевого атому бутаналю. Ця реакція відбувається у дві стадії. Спочатку утворюється 2-метилол-1-бутаналь:
{\displaystyle \mathrm {C_{2}H_{5}CH_{2}CHO+OH^{-}\leftrightarrow C_{2}H_{5}^{-}CHCHO+CH_{2}O\leftrightarrow C_{2}H_{5}CH(CH_{2}O^{-})CHO+H_{2}O\leftrightarrow C_{2}H_{5}CH(CH_{2}OH)CHO+OH^{-}} }
Приєднуючи ще одну молекулу формальдегіду, 2-метилол-1-бутаналь перетворюється на 2,2-диметил-1-бутаналь:
{\displaystyle \mathrm {C_{2}H_{5}CH(CH_{2}OH)CHO+OH^{-}\longrightarrow C_{2}H_{5}C^{-}(CH_{2}OH)CHO+CH_{2}O\leftrightarrow C_{2}H_{5}C(CH_{2}OH)(CH_{2}O^{-})CHO+H_{2}O\leftrightarrow } }
{\displaystyle \mathrm {\leftrightarrow C_{2}H_{5}C(CH_{2}OH)(CH_{2}OH)_{2}CHO+OH^{-}} }
Як лужні агенти можуть застосовуватися їдкі луги, аніоніти та інші речовини основного характеру.
Подальше перетворення 2,2-диметилол-1-бутаналю в етріол також може відбуватися двома шляхами
- прямою гідрогенізацією[25]

{\displaystyle \mathrm {C_{2}H_{5}C(CH_{2}OH)_{2}CHO+H_{2}\longrightarrow C_{2}H_{5}C(CH_{2}OH)_{3}} }
- перехресною реакцією Канніццаро

{\displaystyle \mathrm {C_{2}H_{5}C(CH_{2}OH)_{2}CHO+CH_{2}O+MeOH\longrightarrow C_{2}H_{5}C(CH_{2}OH)_{3}+HCOOMe} }
Найбільшого поширення набув другий варіант. У цьому випадку і утворення, і відновлення одержаного альдегіду послідовно відбувається в одному і тому ж реакторі.

#### Метріол, триметилоізобутан, триметилолпентан
Дослідне виробництво метріолу (1,1,1-триметилолетану, 2-метил-2-гідроксиметил-1 ,3-пропандіолу, пентагліцерину) було створене в Німеччині в 1938 році. Як і етріол, метріол, ймовірно, спочатку використовувався для одержання вибухових речовин.
Механізм і умови синтезу метріолу багато в чому схожі з процесами одержання інших багатоатомних спиртів, особливо з одержанням етріолу. На першому етапі за наявності лужного агента відбувається послідовне приєднання двох молекул формальдегіду до молекули пропіонового альдегіду з утворенням 2,2-диметилолпропаналю:
{\displaystyle \mathrm {CH_{3}CH_{2}CHO+2HCHO{\xrightarrow {OH^{-}}}CH_{3}C(CH_{2}OH)_{2}CHO} }
Як каталізатори можуть застосовуватися їдкі луги, карбонати лужних металів, третинні аміни, аніонообмінні смоли і т. д.
Другий етап — відновлення 2,2-диметилолпропану за рахунок перехресної реакції Канніццаро. У цьому випадку лужний агент береться в надлишку і метріол утворюється в реакційному середовищі конденсації формальдегіду і пропіонового альдегіду, як послідовна ланка сумарного перетворення:
{\displaystyle \mathrm {CH_{3}C(CH_{2}OH)_{2}CHO+HCHO+\longrightarrow CH_{3}C(CH_{2}OH)_{3}+HCOOMe} }
Метріол використовується у виробництві алкідних смол і синтетичних мастил. Фталеві смоли на основі метріолу характеризуються підвищеною твердістю і еластичністю порівняно з гліфталевими. Водорозчинні полімери метріолу застосовуються в поліграфії.
Триметилолізобутан і триметилолпентан синтезуються відповідно на основі ізовалеріанового і гексилового альдегідів. Синтез цих спиртів здійснюється за конденсаційно-відновлювальною схемою в одну стадію. Брутто-реакція виражається так:
{\displaystyle \mathrm {RCH_{2}CHO+3CH_{2}O+MeOH\leftrightarrow RC(CH_{2}OH)_{3}+HCOOMe} }
Ці речовини — гомологи метріолу і етріолу, проте за наявності довшого вуглеводневого ланцюга, характеризуються і деякими новими властивостями, зокрема більш високою полярністю і поверхневою активністю.

#### 1,4-Бутандіол, етиленгліколь
На основі 1,4-бутандіолу синтезують поліефірні волокна типу терилену, поліуретану, тетрагідрофурану, динітрилу адіпінової кислоти і т. д. В основі його одержання лежить взаємодія формальдегіду з ацетиленом за наявності ацетилідів металів. У ході реакції спочатку утворюється пропаргіловий спирт, який, приєднуючи другу молекулу формальдегіду, перетворюється на 1,4-бутіндіол:
{\displaystyle \mathrm {CH\equiv CH+CH_{2}O\longrightarrow CH\equiv CCH_{2}OH{\xrightarrow {+CH_{2}O}}HOCH_{2}C\equiv CCH_{2}OH} }
На другій стадії 1,4-бутіндіол каталітично гідрогенізують:
{\displaystyle \mathrm {HOCH_{2}C\equiv CCH_{2}OH+2H_{2}\longrightarrow HOCH_{2}-(CH_{2})_{2}-CH_{2}OH} }
Етиленгліколь є продуктом, виробництво і споживання якого у багато разів перевищує відповідні показники для всіх багатоатомних спиртів, разом узятих. Існує метод одержання етиленгліколю з формальдегіду, який був витіснений більш конкурентоспроможним методом гідратації оксирану. Цей процес складався з декількох стадій. Спочатку формальдегід гідрокарбоксилювали:
{\displaystyle \mathrm {CH_{2}O+CO+H_{2}O\longrightarrow CH_{2}OHCOOH} }
Утворена гліколева кислота на другому етапі етерифікується метанолом:
{\displaystyle \mathrm {CH_{2}OHCOOH+CH_{3}OH{\xrightarrow {H^{+}}}CH_{2}OHCOOCH_{3}+H_{2}O} }
Останній етап — гідрогенізація метилгліколяту.
{\displaystyle \mathrm {CH_{2}OHCOOCH_{3}+H_{2}\longrightarrow (CH_{2}OH)_{2}+CH_{3}OH} }

### Конденсація формальдегіду з алкенами

#### Виробництво ізопрену
Одним із методів синтезу ізопрену є його одержання з ізобутилену і формальдегіду:
{\displaystyle \mathrm {(CH_{3})_{2}C=CH_{2}+CH_{2}O\longrightarrow CH_{2}=C(CH_{3})CHCH_{2}+H_{2}O} }
Проміжною стадією процесу є утворення 4,4-диметил-1,3-діоксану та його каталітичний розклад. За схемою виробництва ізопрену діоксановим методом як сировина застосовується фракція C4 дегідрогенізації ізобутану або піролізу прямогонних бензинів, а також технічний формалін.
Більше 95 % ізопрену використовується для одержання ізопренових каучуків. Також ізопрен застосовують у виробництві бутилкаучука, ізопрен-стирольних термопластів, транс-поліізопрену, парфумерних та лікарських засобів.

#### Присадки
Виробництво присадок до мастильних матеріалів і палив відрізняється надзвичайно широким асортиментом. Основною причиною цього є їх багатоцільовий характер. Так, серед популярних присадок до мастил розрізняють антиокислювальні, миючі, протизносні, в'язкісні, депресорні, протипінні і т. д.. Останнім часом широкого поширення набули присадки багатофункціональної дії.
Роль формальдегіду як реагенту в синтезах присадок зводиться до таких функцій:
- додання поверхнево-активних властивостей внаслідок метоксилювання або метиламінування основного реагенту;
- додання властивостей полімерного (олігомерного) матеріалу за рахунок з'єднання молекул основного реагенту містковими зв'язками -CH2-O-, які переходять у зв'язки -CH2-}.

Більшість присадок — це висококиплячі речовини з низькою леткістю. Технологія синтезу присадок мало відрізняється від процесів одержання фенолформальдегідних або амідоформальдегідних смол.

#### Алкілпіридини
Співконденсацією двох карбонілвмісних сполук (формальдегід, етаналь, ацетон і т. ін.) з аміаком одержують клас сполук під назвою алкілзаміщені піридини. Монометилпіридини отримали назву піколіни, диметилпіридини — лутідінів, триметилпіридини — колідінів. На практиці зустрічаються і чотиризаміщені піридини. Окрему групу розглянутого класу складають алкілвінілпіридини, які крім алкільної містять також вінільну групу -CH=CH2. Алкілпіридини застосовуються як кополімерні добавки при виробництві синтетичних каучуків, для одержання латексів, гербіцидів, вітамінів, комплексоутворюючих реагентів.

### У медицині

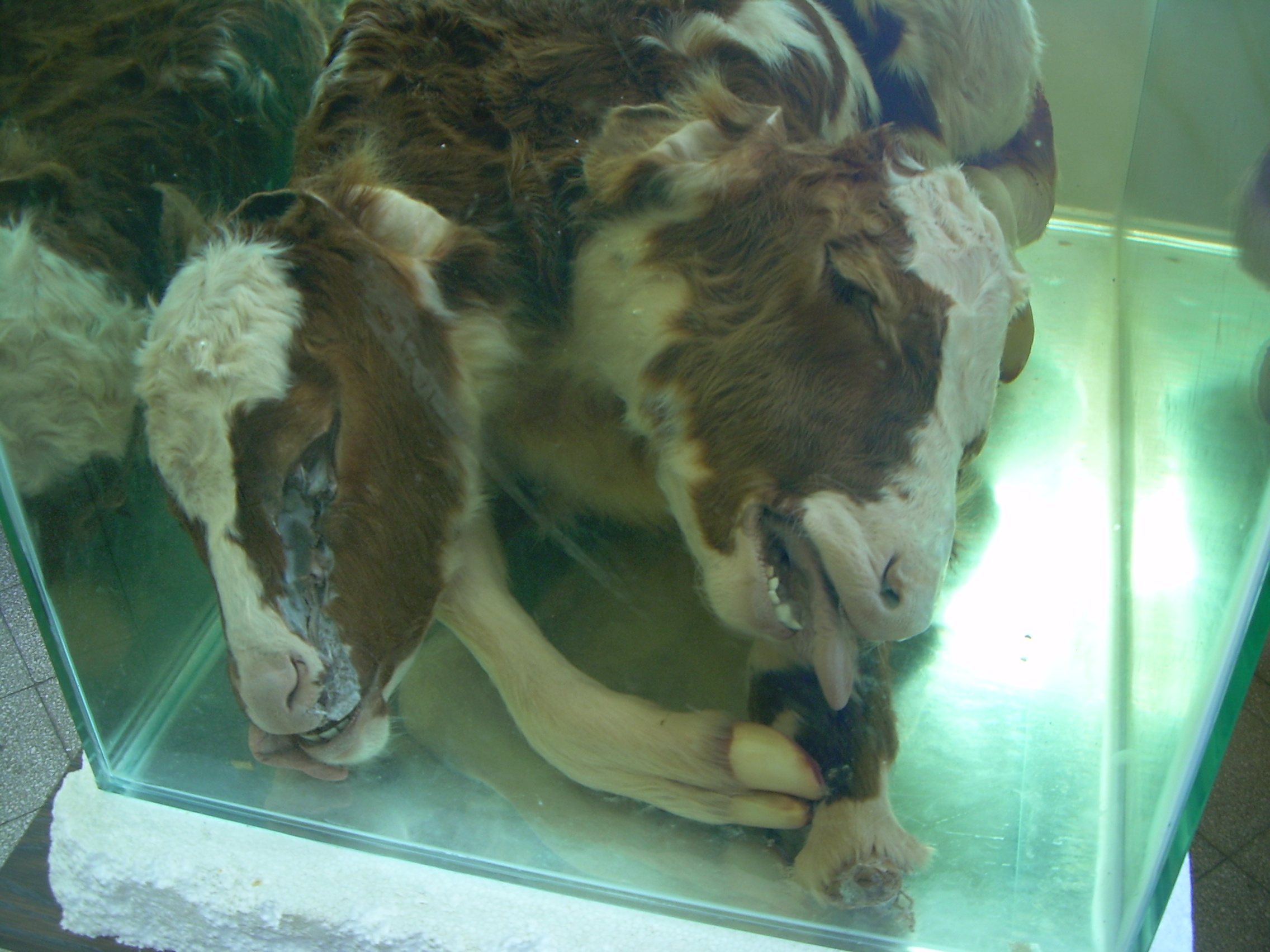
Двоголове теля у розчині формальдегіду

При взаємодії формальдегіду з аміаком утворюється гексаметилентетрамін (уротропін). Ця сполука застосовується для лікування запальних захворювань сечових шляхів. Терапевтичний ефект базується на дезінфікуючій дії формальдегіду, який виділяється при кислотному гідролізі уротропіну. В лужному середовищі уротропін стійкий, тому при лужній реакції сечі хворого уротропін не здійснює лікувальної дії.
Формальдегід застосовується в синтезах і інших медичних препаратів, зокрема анальгіну і пірамідону (амідопірину). Кінцеві стадії одержання цих сполук — метилювання аміногрупи, здійснюють формальдегідом за наявності бісульфіту натрію і формальдегідом в мурашиній кислоті.
Формальдегід застосовують як дезінфікуючий, консервуючий та дубильний засіб для анатомічних препаратів.

## Формалін
Практично увесь товарний формальдегід випускається у вигляді водно-метанольних розчинів. Найбільшого поширення набув продукт, що містить 35-37 % формальдегіду і 6-11 % метанолу — формалін. Рецептура формаліну сформувалася історично, під впливом наступних факторів. По-перше, метанол і вода супроводжують формальдегід на стадії його отримання найпоширенішим методом (метанол — сировина, вода — побічний продукт і абсорбент). По-друге, розчин зазначеного складу при позитивних температурах цілком стійкий до випадання полімеру і може зберігатися або транспортуватися протягом невизначено довгого часу. По-третє, у вигляді водно-метанольного розчину формальдегід може застосовуватися в більшості виробничих синтезів, а також при безпосередньому використанні. І по-четверте, саме формалін утворюється при окисній конверсії метанолу в присутності металевих каталізаторів на стадії абсорбції контактного газу. Жодних додаткових операцій із додавання продукту товарних властивостей (концентрування, очищення і т. д.), як правило, не потрібно.
Важливий показник якості формаліну — вміст мурашиної кислоти. Це пов'язано з інтересами виробництв, що застосовують формальдегід для синтезів в лужних середовищах. При великому вмісті мурашиної кислоти формалін проходить стадію аніонітного очищення.
Роль метанолу, як і інших спиртів, у стабілізації водних розчинів, полягає у блокуванні кінцевих груп полімерних молекул і в запобіганні утворення нерозчинних поліоксиметиленів надто великої молекулярної маси.

## Світовий ринок

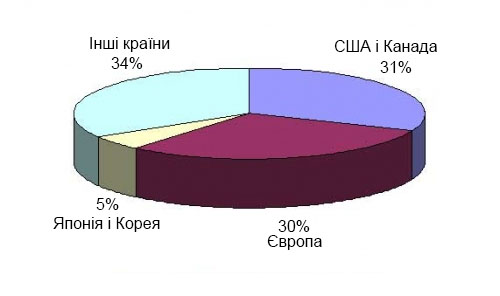
Діаграма розташування світових потужностей виробництва формальдегіду

Станом на 2006 рік у всьому світі вироблялося близько 8 млн формальдегіду (у перерахунку на 100 %) на рік (21,5 млн тонн  — в перерахунку на 37%-ний формалін). Загальносвітові потужності складали 8,8 млн тонн. Таким чином, середнє завантаження потужностей близьке до 90 %. На виробництво формальдегіду в усьому світі витрачається близько 35,7 % метанолу.
За даними Академії Кон'юнктури Промислових Ринків в США і Канаді розташовано трохи менше третини потужностей з виробництва формальдегіду. Майже стільки ж знаходиться в Європі. У Японії і Південної Кореї розташовано 5 % від сукупного обсягу потужностей.

### Виробничі потужності в Європі
| Компанія             | Країна, де розміщені виробничі потужності | Потужність у перерахунку на 100%-ний вміст формальдегіду, тис. тонн |
| -------------------- | ----------------------------------------- | ------------------------------------------------------------------- |
| Dynea                | Брюссель, Бельгія                         | 30                                                                  |
| Dynea                | Нідерланди                                | 150                                                                 |
| Dynea                | Фінляндія                                 | 70                                                                  |
| Hexion (Borden)      | Велика Британія                           | 33                                                                  |
| Hexion (Borden)      | Іспанія                                   | -                                                                   |
| Krems Chemie         | Австрія                                   | 65                                                                  |
| Degussa              | Німеччина                                 | 122                                                                 |
| Kunstharzchemie      | Австрія                                   | 6                                                                   |
| Ostereichische Hiag  | Австрія                                   | 46                                                                  |
| Lambiotte & Cie      | Бельгія                                   | 22                                                                  |
| Mepa                 | Бельгія                                   | 11                                                                  |
| Nordalim             | Данія                                     | 43                                                                  |
| Dyno                 | Фінляндія                                 | 22                                                                  |
| Dyno                 | Норвегія                                  | 26                                                                  |
| Dyno                 | Велика Британія                           | 44                                                                  |
| Casco                | Франція                                   | 20                                                                  |
| Elf Atochem          | Франція (2)                               | 75                                                                  |
| Elf Atochem          | Німеччина (2)                             | 180                                                                 |
| Norsolor Hoechst     | Франція                                   | 12                                                                  |
| Protex               | Франція                                   | 4                                                                   |
| Bakelite             | Німеччина                                 | 18                                                                  |
| BASF                 | Німеччина (2)                             | 450                                                                 |
| Bayer                | Німеччина                                 | 100                                                                 |
| Casella              | Німеччина                                 | 9                                                                   |
| GAF-Huls Chemie      | Німеччина                                 | 70                                                                  |
| Pleiderer Holzwerk   | Німеччина                                 | 13                                                                  |
| RWE-DEA              | Німеччина                                 | 8                                                                   |
| Ticoma Polymer       | Німеччина                                 | 66                                                                  |
| Hadjilucas           | Греція                                    | 8                                                                   |
| Chemie Linz          | Італія                                    | 144                                                                 |
| Chimica Pomponesco   | Італія                                    | 60                                                                  |
| Fabbrica Adhesivi    | Італія                                    | 60                                                                  |
| Sadenpan Chemica     | Італія                                    | 80                                                                  |
| Caldic Europort      | Нідерланди                                | 15                                                                  |
| Bresfor              | Португалія                                | 22                                                                  |
| Sonae                | Португалія                                | 15                                                                  |
| Sotima               | Португалія                                | 7                                                                   |
| Derivados Forestales | Барселона, Іспанія                        | 50                                                                  |
| Derivados Forestales | Валенсія, Іспанія                         | 130                                                                 |
| Derivados Forestales | Туртоза, Іспанія                          | 40                                                                  |
| Derivados Forestales | Айкар, Іспанія                            | -                                                                   |
| Foresa               | Іспанія                                   | 37                                                                  |
| Poliaco              | Іспанія                                   | 24                                                                  |
| Casco Nobel          | Швеція (2)                                | 61                                                                  |
| Perstorp             | Швеція                                    | 63                                                                  |
| Spanplattenwerk      | Швейцарія                                 | 6                                                                   |
| BP Chemicals         | Велика Британія                           | 22                                                                  |
| Blagden Chemicals    | Велика Британія                           | 22                                                                  |
| Kronospan            | Велика Британія                           | 15                                                                  |
| Strathclyde Chemical | Велика Британія                           | 3                                                                   |
| Synthite             | Велика Британія                           | 41                                                                  |
| Lothian              | Велика Британія                           | 1                                                                   |

## Фізіологічна дія
Подразнюючий газ, викликає дегенеративні процеси в паренхіматозних органах, сенсибілізує шкіру. Є повідомлення про сильну дію на центральну нервову систему, особливо на таламус. Однак таку дію пов'язують не з прямим впливом формальдегіду, а з наявністю в технічному формаліні домішок метилового спирту, а також розпадом формальдегіду в організмі на мурашину кислоту і метиловий спирт, який вибірково вражає таламус і сітківку ока.
Загальна токсична дія формальдегіду і параформальдегіду схожа, але на шкіру формальдегід впливає сильніше.
Триоксиметилен не подразнює слизові оболонки, за запахом нагадує хлороформ.
Вільний формальдегід інактивує ряд ферментів в органах і тканинах, пригнічує синтез нуклеїнових кислот, порушує обмін вітаміну С, має мутагенні властивості

### Гостре отруєння

#### Тварини
У білих мишей при 0,02-0,06 мг/л і вище відразу фіксується подразнення слизових оболонок. У наступні дні — виснаження, важке дихання. При 0,4 мг/л гинуло 88 % піддослідних тварин. У загиблих були виявлені геморагічна бронхопневмонія, дифузний бронхіт, а в серці, головному мозку, печінці, нирках, надниркових залозах, гіпофізі і шлунково-кишковому тракті — осередки крововиливів і некрозів.
При одноразовому введенні в шлунок для мишей ЛД50 становить 385 мг/кг, для щурів — 424 мг/кг.
У кішок при 0,02-0,06 мг/л виникала слинотеча, виділення рідини з носа, почастішання дихання, 0,14-0,2 мг/л до кінця першої хвилини викликає сильне слиновиділення, різке занепокоєння, через 3-5 хвилин виділення пінистої рідини з носа, задишка, іноді блювання. У наступні дні серозні гнійні риніти, кашель, помітне виснаження. При вдиханні 0,4 мг/л після 2-годинної експозиції гинули всі піддослідні тварини (в середньому на третю добу). При розтині виявляли трахеїт і пневмонію.
У дослідах на плодовій мусі виявлена мутагенна активність формальдегіду.
При одноразовому введенні в шлунок параформальдегіду мишам ЛД50 становить 0,5 г/кг, а при введенні поліформальдегіду щурам ЛД50 = 5,0 г/кг. Обидві сполуки викликали однакову картину отруєння, яка характеризувалася загальним збудженням, утрудненням дихання, тремтінням всього тіла. У печінці та нирках спостерігалися тяжкі циркуляторні і дистрофічні розлади.

#### Людина
Для гострого отруєння характерне подразнення слизових оболонок очей і верхніх дихальних шляхів: сльозотеча, біль в очах, паршіння в горлі, нежить, чхання і кашель, біль і відчуття тиску в грудях, задишка, ядуха. Одночасно, наростає загальна слабкість, пітливість, головний біль; іноді виникає запаморочення, відчуття страху, хитка хода, судоми, гіперемія шкіри обличчя, слизової оболонки носа, носові кровотечі. У нічний час кашель і задишка посилюються. У першу добу відзначається еозинофілія. Поріг сприйняття запаху, за різними даними, 0,00007-0,0004 мг/л.
Описано декілька смертельних випадків після прийому внутрішньо 100-200 мл 5 % розчину формаліну при картині частого блювання, різкого болю в горлі, коматозного стану. Смерть після шлункової кровотечі наставала через 5–6 годин або на 4 добу. Розтин засвідчив фіксацію формаліном стравоходу, шлунка, кишечника, підшлункової залози, нижньої частини печінки та селезінки.

### Хронічне отруєння

#### Тварини
У мишей, які вдихали 0,05-0,2 мг/л формальдегіду 3 рази на тиждень по 1 годині протягом 35 тижнів, в епітелії трахей і бронхів було виявлено базальноклітинну гіперплазію і метаплазію. Морські свинки в умовах хронічного впливу гинули. Розтин показував різкі зміни у слизових оболонках дихальних шляхів і дистрофію печінки та нирок. Сенсибілізація морських свинок зареєстрована при вмісті формальдегіду у крові 3,3-4,4 мг% і його концентрації у повітрі 0,005 мг/л.

#### Людина
У людей, які працювали з технічним формальдегідом, що містив також 14-16 % метилового спирту, спостерігалися випадки отруєння. Вони виражалися в розладах травлення, тремтінні, розладах зору. На підприємствах, де концентрація формальдегіду досягала 0,02-0,07 мг/л, у робітників відзначалися відсутність апетиту, схуднення, слабкість, стійкі головні болі, серцебиття, безсоння і т. д..
Хронічне отруєння формальдегідом може проявлятися у розладах чутливості до тактильних, больових і температурних подразнень (альгезії і гіпералгезії), які часто обмежуються однією стороною тіла або навіть окремими ділянками; в розладах потовиділення (підвищена пітливість однієї, частіше правої, половини тіла), в неоднаковості температури обох половин тіла і т. д. Одна з частих і важких форм професійного захворювання — астма від формальдегіду, яка може залишатися у хворих і після переходу на іншу роботу.

### Дія на шкіру і слизові оболонки

#### Тварини
При нанесенні на шкіру живота кролика на 2 години формалін виникає поверхневий некроз з і тривалим загоєнням. Після занурення вуха кролика у формалін на 30 хвилин відзначено тільки почервоніння з подальшим лущенням. Введення декількох крапель формаліну в око кішки спричиняє різкі сльозотечу, слинотечу та виділення рідини з носа, які, проте, швидко проходять.

#### Людина
Формалін іноді викликає захворювання нігтів (розм'якшення, ламкість, болючість), болі в кінцях пальців, пухирчасті висипи на шкірі, кропивницю по всьому тілу, зменшення потовиділення на дотичних з ним ділянках шкіри. Такі захворювання можуть викликати навіть дуже розведені розчини формальдегіду (до 0,015 %). Зазвичай процес має симетричний характер, поширюючись тильною поверхнею кистей і передпліч. Відзначається сверблячка, легка гіперемія і інфільтрація, надалі — висипання. Почервоніння і інфільтрація можуть супроводжуватися утворенням наривів з поверхневим некрозом або приводити до утворення твердих вузликових потовщень і розтріскування затверділих поверхонь.
Після шкірних уражень, викликаних дією формальдегіду і смол, залишається підвищена чутливість. Захворювання може наступити і після багатьох років роботи з формальдегідом. Не виключена можливість загальної отруйної дії в результаті всмоктування формальдегіду через шкіру.
Легка подразнююча дія на слизові оболонки очей і дихальних шляхів у робітників спостерігалася в приміщеннях, де концентрація формальдегіду була від 0,001 до 0,0095 мг/л. 0,025 мг/л викликає сильне подразнення слизових оболонок.

### Поведінка в організмі
Формальдегід швидко і повністю всмоктується за будь-якого шляху надходження в організм. Через 12 годин після введення в шлунок найбільшу кількість виявлено в кістковому мозку. Формальдегід окиснюється в мурашину кислоту, одночасно утворюється і метиловий спирт. Ця реакція відбувається в печінці. Формальдегід також активно реагує з аміногрупами білків та амінокислот, з метильними групами холіну і метіоніну. 40 % міченого формальдегіду протягом 12 годин видихається, нирками за цей час видаляється 10 %, кишечником 1 %. Значна кількість видихається у вигляді {\displaystyle \mathrm {CO_{2}} }.

### Невідкладна терапія
При отруєнні шляхом вдихання необхідно винести потерпілого на свіже повітря. Потім організувати інгаляцію водяною парою з додаванням кількох крапель нашатирного спирту (нейтралізує надлишок формальдегіду з утворенням уротропіну). За показаннями: інгаляції кисню, серцеві ліки, стимулятори дихання, заспокійливі засоби (настоянка валеріани, бром) .
При подразненні слизових оболонок дихальних шляхів — лужні або олійні інгаляції. При подразненні очей — промивання водою або фізіологічним розчином, холодні примочки.
При отруєнні через рот — негайне промивання шлунка 3 % розчином карбонату або ацетату натрію, але краще 3 % розчином карбонату амонію. Після цього внутрішньо необхідно прийняти 15 % розчин ацетату амонію (столовими ложками), також великі дози сечовини (понад 2,0-4,0 г через кожні 2-3 години — до 15-40 г на день), сирі яйця, білкову воду, молоко, сольові проносні, клізми.
При попаданні на шкіру — негайне промивання водою, краще 5 % розчином нашатирного спирту.

### Можливий контакт у побуті
Формальдегід використовується при виготовленні фанери, пресованої деревини і клею. Він зазвичай виділяється при використанні шаф, килимів і меблів з ДСП. Формальдегід регулярно потрапляє в домашнє повітря з пластикових пакетів для продуктів, він виявляється при тестуванні навіть у деяких серветках і паперових рушниках. Формальдегід також вивільняється при палінні цигарок і під час роботи приладів на пальному. У гаражах і в будинках з прибудованим гаражем формальдегід надходить у повітря з вихлопної труби автомобіля.

## Індивідуальний захист
Для індивідуального захисту слід застосовувати фільтрувальний промисловий протигаз марки А, герметичні захисні окуляри. В умовах дуже високих концентрацій — ізолюючі шлангові або інші протигази. При роботі з фенолоформальдегідними смолами для захисту шкіри рекомендують застосовувати мазь.